# Zbigniew Sareło
Zbigniew Sareło (ur. 27 lipca 1949 w Koleśnikach) – polski filozof, etyk i teolog moralista, profesor doktor habilitowany, były polski pallotyn.
W latach 1970–1976 studiował w Wyższym Seminarium Duchownym Księży Pallotynów w Ołtarzewie. Śluby wieczyste złożył 18 listopada 1975, a święcenia kapłańskie przyjął 20 maja 1976. Dalsze studia odbył w latach 1981–1983 w warszawskiej Akademii Teologii Katolickiej.
Był kierownikiem Katedry Etyki Ogólnej na Wydziale Filozofii Chrześcijańskiej Uniwersytetu Kardynała Stefana Wyszyńskiego w Warszawie. Wcześniej kierował Katedrą Etyki Akademii Teologii Katolickiej w Warszawie (poprzedniczce UKSW) oraz był w tej uczelni prodziekanem Wydziału Filozofii Chrześcijańskiej. W latach 2010–2013 był kierownikiem Zakładu Etyki, Filozofii Kultury i Nauk o Komunikacji Akademii Pomorskiej w Słupsku. Od roku 2013 jest profesorem zwyczajnym Uniwersytetu im. Adama Mickiewicza w Poznaniu. 
Pracuje w Instytucie Kultury Europejskiej UAM, mającym swoją siedzibę w Gnieźnie. 

## Ważniejsze publikacje
- Etyczna doniosłość doświadczenia religijnego. Studium teologicznomoralne w świetle transcendentalnej antropologii K. Rahnera, Warszawa 1992. ISBN 83-7014-180-3
- Postmodernizm w pigułce, Poznań 1998. ISBN 83-7014-326-1
- Media w służbie osoby. Etyka społecznego komunikowania, Toruń 2000. ISBN 83-7174-514-1

Jest też autorem haseł w Powszechnej Encyklopedii Filozofii.